# Ulica Przemysłowa w Braniewie
Ulica Przemysłowa – ulica Braniewa o długości ok. 533 m, będąca drogą gminną 202042 N (do 2012 droga powiatowa 2335 N), prowadząca współcześnie od placu Piłsudskiego w kierunku mostu łukowego przez Pasłękę, ogródków działkowych, dalej wzdłuż rzeki Pasłęki oraz do wsi Stara Pasłęka.

## Toponimia
Nazwy ulic w Braniewie zostały oficjalnie nadane w 1845 roku. Od założonej przy tej ulicy w 1835 loży wolnomularskiej ugruntowała się jej wieloletnia nazwa Logenstraße (tj. ul. Wolnomularska). Po rozwiązaniu w 1934 loży „Bruno zum Doppelkreuz” i po całkowitym zakazie – wydanym w 1935 przez ministra spraw wewnętrznych Wilhelma Fricka – działalności wolnomularstwa w Niemczech, nazwa tej ulicy musiała również ulec zmianie. Przemianowania ulicy dokonano w tym samym 1935 roku, nazwano ją wówczas Otto-Weinreich-Straße, upamiętniając szefa powiatowych struktur NSDAP w Braniewie, kreisleitera Weinreicha, który zginął w wypadku samochodowym w lipcu 1934, gdy wracając późną nocą z zebrania partyjnego uderzył w drzewo na drodze z Szalmi do Braniewa. Nazwa ta funkcjonowała do 1945. Po wojnie nadano ulicom polskie nazwy, lecz żadna z dwóch poprzednich nie nadawała się ze względów ideologicznych do zaadaptowania. W pierwszym okresie przyjęto nazwę ul. Rzeźnicza od funkcjonującej przy niej rzeźni. 15 grudnia 1949 na posiedzeniu Prezydium Powiatowej Rady Narodowej w Braniewie uchwałą nr 1227 zmieniono nazwę ulicy z Rzeźniczej na ul. Przemysłową i taką nazwę nosi ulica współcześnie.

## Historia
Ulica rozpoczynała się przy rynku Nowego Miasta Braniewa (Neustädtischer Markt, współcześnie plac Piłsudskiego), który istniał tu, wpierw jako łasztownia miejska, już od czasów średniowiecza. Pierwsze wzmianki dotyczące łasztowni na prawym brzegu sięgają lat 1436 i 1452. Przy łasztowni zaczął formować się przedmiejski rynek (Vorstädtischer Markt), następnie zaczęły rozwijać się odchodzące od niego ulice.
Intensywny rozwój ul. Przemysłowej rozpoczyna się od XIX wieku. W 1867 przy ulicy wybudowano gazownię miejską, w 1881 – rzeźnię. W 1885 została przy tej ulicy założona siedziba loży wolnomularskiej. W XIX w. przy ulicy powstał zakład piwowarski Vereinsbierbrauerei Braunsberg znany pod nazwą Siebenbrüder-Brauerei (czyli browar siedmiu braci – nazwa utworzona od 7 udziałowców firmy). Browar musiał jednak ulec konkurencji dużo większego potentata, położonego po drugiej stronie Pasłęki browaru Bergschlößchen, który utrzymał się w mieście do czasów współczesnych. Gdy w 1914 roku główny piwowar browaru przy Logenstraße został zmobilizowany na wojnę, browar zamknięto. W 1919 zakład odkupił Wilhelm Freiberg, który rok później, w 1920, otworzył w nim zakład garbarski, pod adresem Logenstraße 3.
Przy Logenstraße działały również zakłady gastronomiczne, takie jak restauracja Klautke`s Garten oraz piwiarnia Zur Loge, która w latach 30. XX w., aby nie popaść w konflikt z władzą z powodu inkryminującej nazwy, zmieniała szyld na Bürgergarten. Na mapach z początku XX wieku widoczny jest również niewielki cmentarz przy tej ulicy, w miejscu, w którym współcześnie znajdują się ogródki działkowe.

### Loża "Bruno zum Doppelkreuz”

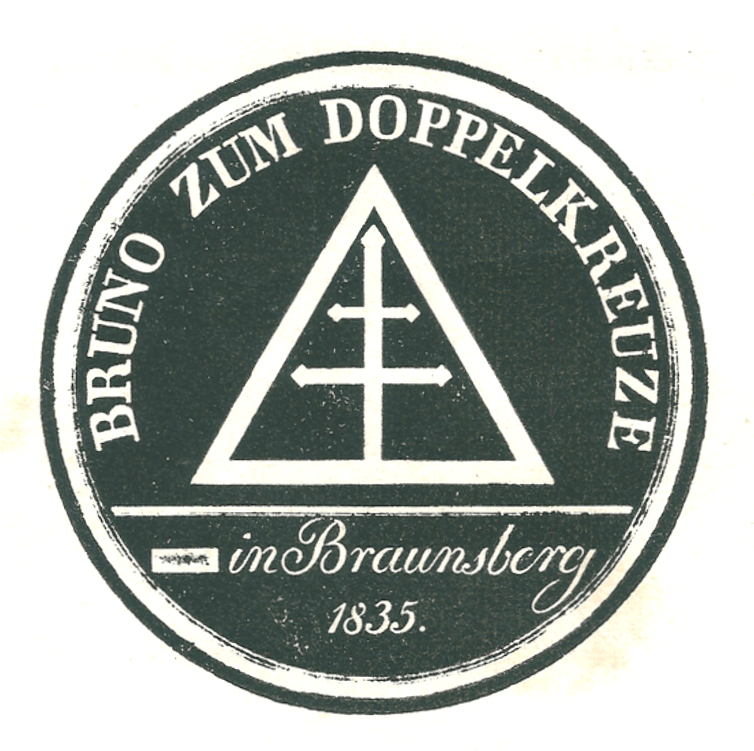
Logo loży w Braniewie

Loża masońska w Braniewie została założona 15 października 1835 roku, 18 marca 1836 powstała fundacja, a 29 października 1836 roku loża została poświęcona pod nazwą „Bruno zum Doppelkreuz”. Loża działała przez niemal 100 lat przy tej ulicy, pod adresem Logenstraße 8. Należała ona do wielkiej loży z siedzibą w Berlinie Zu den drei Weltkugeln (Pod Trzema Globami). Było to na wpół tajne stowarzyszenia, nawiązujące tradycjami do wczesnośredniowiecznych organizacji rzemieślniczych mularzy (w odróżnieniu od cechów). Ideologia organizacji została opracowana przez Jamesa Andersona w 1723 w tzw. Konstytucji. Podstawą ideologii był człowiek i jego godność, a zadaniem wolnomularzy – budowanie człowieczeństwa na zasadach braterstwa i równości.
Loża „Bruno zum Doppelkreuz” w 1860 liczyła 80, w 1902 – 51, w 1914 – 50 członków, którzy spotykali się w niej w pierwszy wtorek każdego miesiąca (z wyjątkiem lipca i sierpnia). Członkami loży byli szanowani mieszkańcy miasta – przedsiębiorcy, nauczyciele, aptekarze, właściciele majątków ziemskich. Od tejże loży wolnomularskiej otrzymała nazwę ulica – Logenstraße. Po nastaniu rządów NSDAP na loże masońskie spadły szykany, a wkrótce doprowadzono do ich całkowitej likwidacji. Nazistowski minister spraw wewnętrznych Wilhelm Frick ogłosił likwidację wszystkich lóż w Niemczech i przejęcie ich majątków 8 sierpnia 1935 roku, jednak większość lóż została zamkniętych w obliczu narastającego terroru narodowych socjalistów już wcześniej, w tym loża w Braniewie, która ostatecznie zakończyła działalność 18 września 1934 roku. Siedzibę zdążyła na krótko przed zarekwirowaniem przez nazistowską władzę przejąć gmina ewangelicka, która wówczas potrzebowała pilnie własnego lokalu, ponieważ ich dom ewangelicki w Braniewie, ku wielkiemu rozczarowaniu wspólnoty, został zamieniony przez jego służalczego zarządcę w lokal partii NSDAP. W budynku byłej loży funkcjonowało oprócz domu ewangelickiego również ewangelickie przedszkole. Wykorzystywany był również ogród wraz ze znajdującą się w nim kręgielnią. Jako pamiątka po byłej loży do 1945 pozostało jej wyposażenie – meble z podwójnymi krzyżami, czyli symbolem loży „Bruno zum Doppelkreuz” (logo na zdjęciu).

### Gazownia
W 1867 przy tejże ulicy wybudowano gazownię miejską. Gazownia miała adres Logenstraße 14, lecz jej zabudowania znajdowały się po obu stronach ulicy. Linia gazociągowa pociągnięta została przez całe miasto, gdyż znaczenie tego surowca było wówczas dużo większe niż współcześnie. Gaz służył nie tylko jako źródło energii, ale był też wykorzystywany do oświetlania domów i ulic miasta. Gazownia ocalała podczas działań II wojny światowej, jak i przejście frontu Armii Czerwonej w 1945. Gdy 7 lipca 1945 następowało przekazanie miasta polskim władzom, gazownia została również wyszczególniona, pośród niewielu ocalałych zakładów, w dokumencie przekazania miasta. Jednak brak fachowej kadry i nieuruchomienie zakładu w pierwszym okresie po wojnie spowodowało, że elementów wyposażenia zakładu użyto do uruchomienia gazowni Olsztynie oraz w Górowie Iławeckim, gazomierze z Braniewa zostały zaś sprzedane do Warszawy. Gaz dostarczany z sieci został zastąpiony przez gaz w butlach i taki stan pozostał w mieście do czasów współczesnych. Obiekty gazowni zostały rozebrane i nie ma po nich śladu.

### Rzeźnia miejska
W 1881 roku pomiędzy Logenstraße i rzeką Pasłęką wybudowano dużych rozmiarów rzeźnię miejską (Städtischer Schlachthof). W jej skład wchodziła hala rzeźnicza, pomieszczenie do badania mięsa przywożonego z zewnątrz, zabudowania dla zwierząt, piwnica-chłodnia oraz mieszkanie dozorcy. W 1900 rzeźnia została rozbudowana. Posiadała adres Logenstraße 21. Rzeźnia ta funkcjonowała do końca II wojny światowej. Również za czasów okupacji radzieckiej miasta w 1945 prowadziła intensywną działalność przemysłową. Gdy 7 lipca 1945 następowało przekazanie miasta polskim władzom, rzeźnia została również wyszczególniona w dokumencie przekazania miasta. Pod polską władzą rzeźnię ponownie uruchomiono w 1946 roku. Zatrudniała ona w tym czasie 1 lekarza weterynarii, 1 pracownika administracji i 1 pracownika fizycznego. Zakład ten był wysoce rentowny – w 1948 jego dochód wyniósł 1 mln ówczesnych polskich złotych. W 1948 wojewoda olsztyński przyznał ponadto pół miliona złotych na rozbudowę rzeźni i budowę chłodni. Dzięki staraniom Longina Malińskiego uruchomiono chłodnię i wytwórnię sztucznego lodu.

### Garbarnia
W 1919 nieczynny od czasów I wojny światowej browar Siebenbrüder-Brauerei przy Logenstraße 3 odkupił Wilhelm Freiberg. W 1920 otworzył w nim zakład garbarski o nazwie utworzonej od swojego nazwiska Freibergische Lederfabrik. Oprócz tej garbarni istniały w mieście jeszcze dwie inne, przy ob. ul. Kościuszki oraz Rzemieślniczej. Obiekt garbarni przetrwał również działania wojenne (zob. zdjęcie z 1946), jednak wyposażenie jej zostało w 1945 roku zagrabione i wywiezione w czasie panowania rządów radzieckich w mieście. Aby uruchomić zakład po wojnie, maszyny pozyskiwano z innych garbarni, w tym m.in. z pobliskiego Pasłęka.
3 kwietnia 1947 ponownie uruchomiona została działalność zakładu garbarni nr 1, tj. przy ul. Przemysłowej. W październiku 1948 garbarnia zatrudniała już 160 pracowników. Zwiększony został zakres usług i moc przerobowa zakładu. Oprócz szczątkowych skór twardych i na podeszwy, zaczęto wytwarzać skóry juchtowe. W 1952 garbarnia stała się zakładem samodzielnym pod nazwą Mazurskie Zakłady Garbarskie z własnym znakiem firmowym, którym był wizerunek mewy. Produkcja skór juchtowych zapoczątkowała współpracę z Lubelskimi Zakładami Obuwia, która trwała do końca lat dziewięćdziesiątych XX w. Juchty z Braniewa były stosowane między innymi do produkcji obuwia wojskowego. Gospodarka wolnorynkowa lat 90. położyła kres działalności garbarni. Wskutek załamania rynków zbytu firma utraciła płynność finansową. Najpierw zdecydowano o likwidacji zakładu nr 2, przenosząc całą produkcję do zakładu nr 1 przy ul. Przemysłowej. W 1996 roku zmniejszono zatrudnienie w garbarni do 162 osób. Pod koniec 1996 garbarnię kupiła spółka Chemiskór S.A.
We wrześniu 1999 garbarnię przejął syndyk. Garbarnia przestała istnieć z końcem 1999 roku. Zakład definitywnie zamknięto, a jego maszyny i urządzenia wyprzedano.

### Oczyszczalnia ścieków
Pierwsza połowa XX w. to okres intensywnego rozwoju miasta i wzrostu liczby mieszkańców. Ludność miasta się niemal podwaja – z 12 497 w roku 1900 do 21 142 w roku 1939, kiedy to przeprowadzony został ostatni przed wojną spis ludności w mieście. Spowodowało to z jednej strony wzrost zapotrzebowania na wodę pitną, z drugiej, duże ilości wytwarzanych ścieków. W mieście powstał system sieci kanalizacji rozdzielczej. Wody opadowe były odprowadzane bezpośrednio do rzeki Pasłęki, natomiast ścieki sanitarne i przemysłowe – do nowej oczyszczalni ścieków przy Logenstraße. Oczyszczalnia ścieków (jak i sieć kanalizacyjna) została zaprojektowana i wykonana w latach 1919–1939 przez firmę H. Scheren z Düsseldorfu. Oczyszczalnię stanowiły dwa klasyczne osadniki Imhoffa, które zapewniały oczyszczenie mechaniczne ścieków.
Rok 1945 obrócił miasto wraz z jego infrastrukturą komunalną w ruinę. Zniszczeniu uległy wodociągi oraz system kanalizacyjny. Uchwałą Powiatowej Rady Narodowej w Braniewie utworzone zostało Miejskie Przedsiębiorstwo Gospodarki Komunalnej, a w strukturach MPGK powstał Zakład Wodociągów i Kanalizacji, odpowiedzialny za zapewnienie dostaw wody i odbioru ścieków. Została zlecona inwentaryzacja sieci wodno-kanalizacyjnej. Oczywiście w pierwszym okresie dużo większy priorytet dla władzy miało zapewnienie mieszkańcom wody pitnej.
W latach 1994–1996 przy ul. Przemysłowej 26 została wybudowana nowa mechaniczno-biologiczna oczyszczalnia ścieków o przepustowości 12 tys. metrów sześciennych na dobę, otwarta 18 października 1996. W obiekcie miał być produkowany biogaz, wykorzystywany następnie do produkcji energii. W trakcie budowy z powodu oszczędności zrezygnowano z ostatniego etapu obiektu – zamkniętych komór fermentacyjnych, w których miał być gromadzony biogaz. W ten sposób koszt całej inwestycji obniżono z 14 mln do 10 mln. Zdecydowano wówczas, że nieprzefermentowany osad trafi na wysypisko miejskie przy ul. Stefczyka, na którym będzie wbudowywany w pryzmy. 8 lat później okazało się, że program był wadliwy. Doprowadziło to do okresowego występowania uciążliwego fetoru w mieście, zwłaszcza w porze letnich upałów podczas wywożenia osadu z lagun.

### Ulica po 1945 roku
Zabudowa przy ulicy, położonej na uboczu, nie uległa takim zniszczeniom w trakcie działań wojennych jak zabudowa w centrum miasta. Większość budynków przetrwała pożogę wojenną, ale nie wszystkie przetrwały restrukturyzacje okresu powojennego. Współcześnie nie istnieje przy ulicy ani gazownia, ani garbarnia ani rzeźnia miejska. Natomiast budynek przedwojennej loży wolnomularskiej władze miasta przekazały w 1946 na siedzibę braniewskiego hufca Związku Harcerstwa Polskiego. Następnie przez wiele lat mieściła się w tym budynku siedziba Powiatowego oraz Miejskiego Ośrodka Kultury. W 1997 w sali Miejskiego Ośrodka Kultury zostało uruchomione kino na 90 miejsc. Taką decyzję wymusił nadzór budowlany, zamykając salę kinową przy ul. Gdańskiej z powodu zagrożenia katastrofą budowlaną.
Po przeniesieniu w 2003 roku siedziby MOK do nowo odbudowanego obiektu przy ul. Gdańskiej (w nowym obiekcie już pod nazwą Braniewskie Centrum Kultury) opuszczony budynek byłej loży pozostaje nieużytkowany i niszczeje. Wandale wielokrotnie włamywali się do niego, obiekt był kilkakrotnie okradany i podpalany. Po wielu nieudanych przetargach, w których nie zgłosił się żaden chętny, w końcu miastu udało się sprzedać ten obiekt w 2006 roku za kwotę 60 tys. złotych. Do 2025 stoi jednak nadal niezagospodarowany, popadając w ruinę.
Część obiektów byłej rzeźni miejskiej przejęło Przedsiębiorstwo Komunikacji Samochodowej w Elblągu sp. z o.o. Firma ta, z adresem ul. Przemysłowa 9, świadczy usługi transportowe, naprawcze oraz w zakresie przeglądów okresowych pojazdów (stacja diagnostyczna). 9 stycznia 1968 w głównej hali bazy PKS miał miejsce duży pożar, całkowicie spłonęła hala oraz znajdujące się w niej pojazdy.
18 czerwca 2012 ulicą Przemysłową został puszczony cały ruch kołowy pomiędzy lewo- i prawobrzeżną częścią Braniewa, kiedy na czas remontu zamknięty został most w ciągu drogi krajowej nr 54. Wtedy, na wysokości ul. PCK, ustawiono tymczasową konstrukcję mostu, który obsługiwał transport w mieście przez Pasłękę aż do zakończenia remontu głównego mostu, co nastąpiło w grudniu 2012 roku.
6 września 2012 Uchwałą nr XXII/227/12 Rady Powiatu Braniewskiego ulica Przemysłowa została przekwalifikowana z kategorii drogi powiatowej do drogi gminnej (razem z ul. PCK, placem Grunwaldu i Piłsudskiego).
Po 4 latach od powstania pierwszego tymczasowego mostu, w dniu 17 października 2016, rozpoczęto budowę pomiędzy ul. Przemysłową i PCK stałej konstrukcji mostu łukowego. Most, zbudowany w oparciu o projekt stworzony w 2013 roku, jest budowlą jednoprzęsłową, swobodnie podpartą na łukowych dźwigarach stalowych. Przyczółki wykonane zostały jako konstrukcje żelbetowe, pełnościenne, posadowione na palach. Most ma 55 m długości i ponad 13 m szerokości, jezdnia posiada dwa pasy o szerokości 3 m oraz chodnik o szerokości 2,5 m. Nośność tego mostu wynosi 40 ton. Otwarcia dokonano 15 czerwca 2018, koszt wyniósł 5,5 mln złotych. Most został oświetlony i podświetlony. Od tego czasu ul. Przemysłowa, na odcinku ok. 360 m, pozostaje trasą przelotową.
W dokumentacji projektowej związanej z budową mostu uwzględniona została także przebudowa ostatniego odcinka ul. Przemysłowej, tj. do oczyszczalni ścieków, który utworzono jako ciąg pieszo-jezdny o długości ponad 205 m i szerokości jezdni 3,0 m wraz z mijankami. Ostatni odcinek ulicy, od mostu do oczyszczalni, pozostaje drogą bez przejazdu (ślepą) oraz został ustanowiony strefą zamieszkania.

## Galeria zdjęć

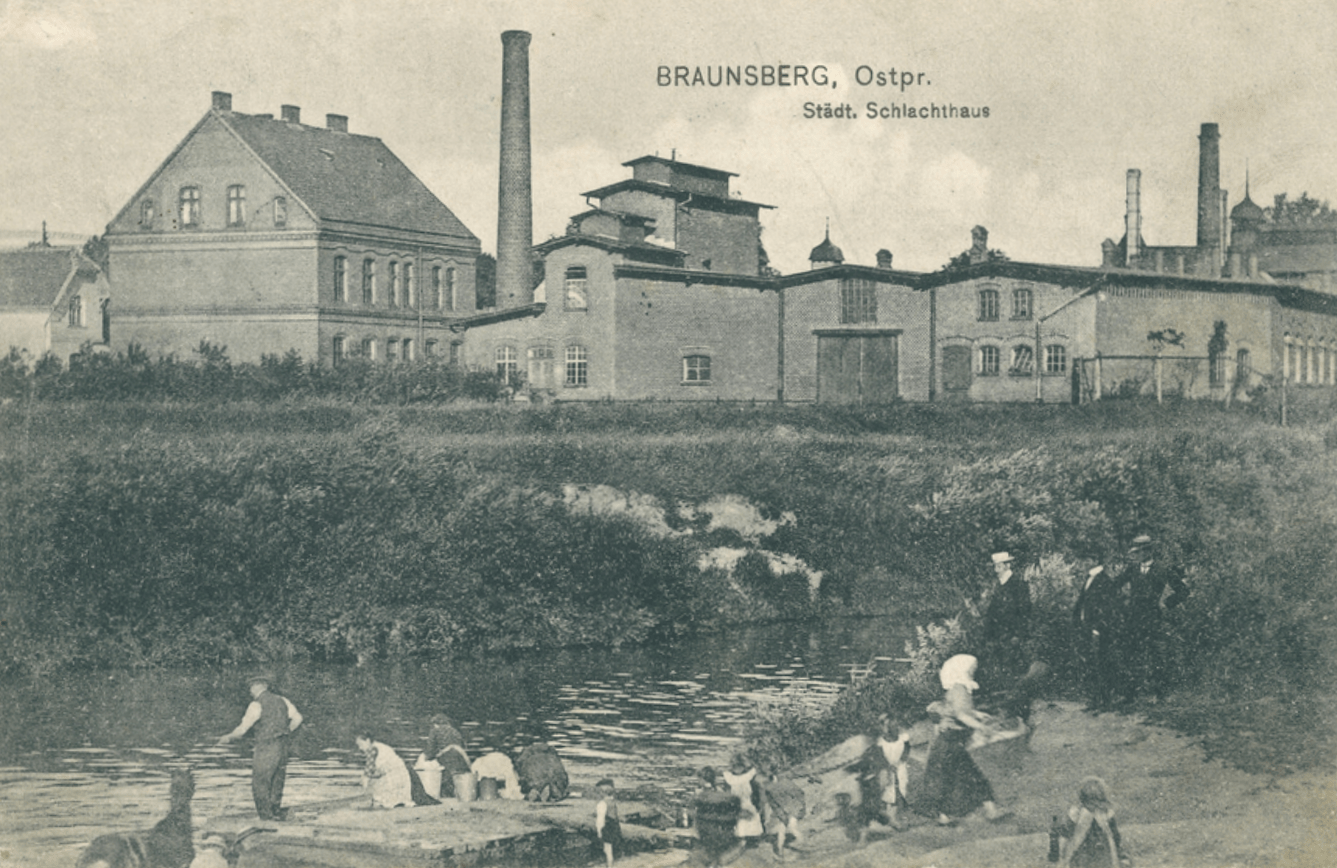
Widok ulicy zza Pasłęki
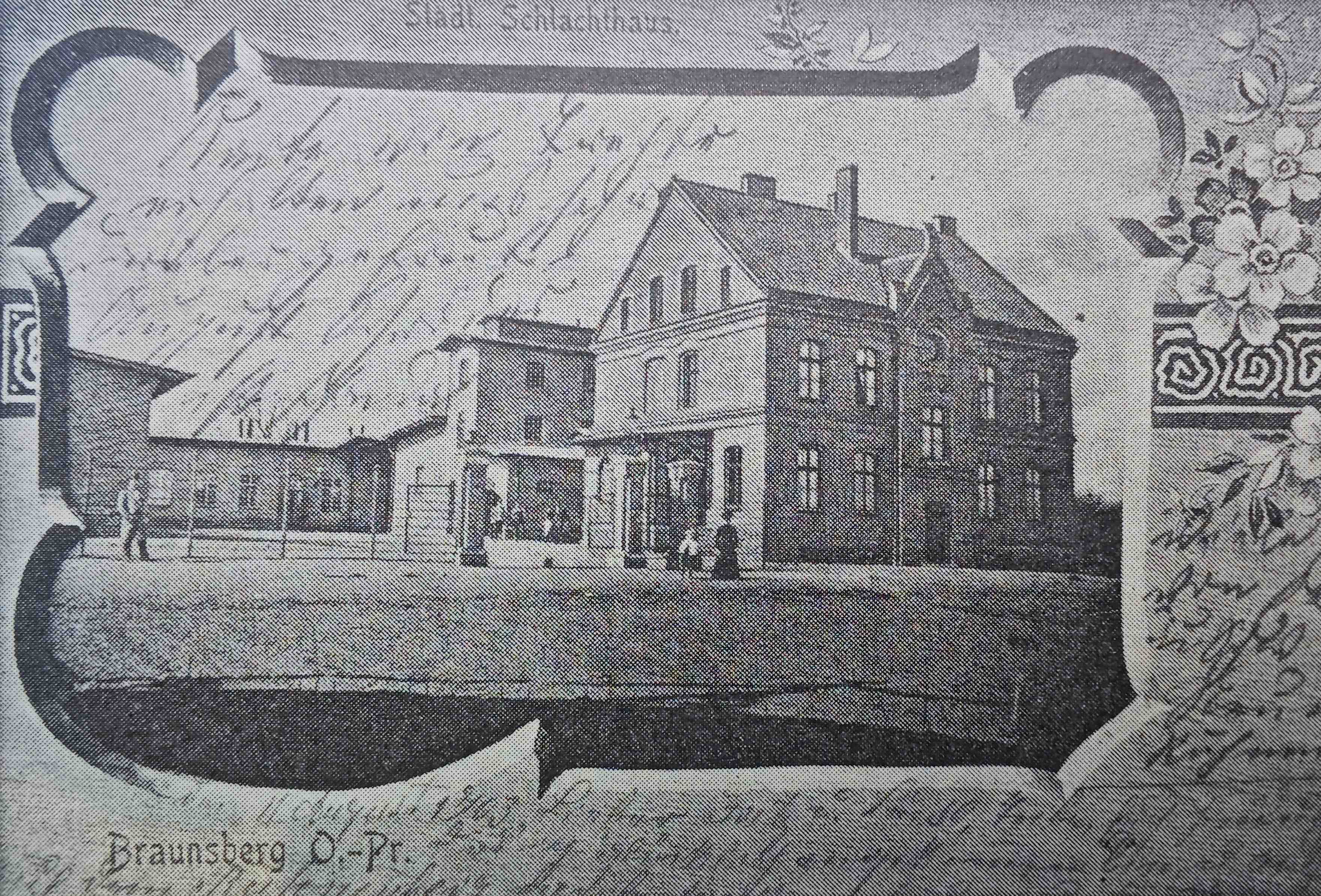
Rzeźnia ok. 1900 roku
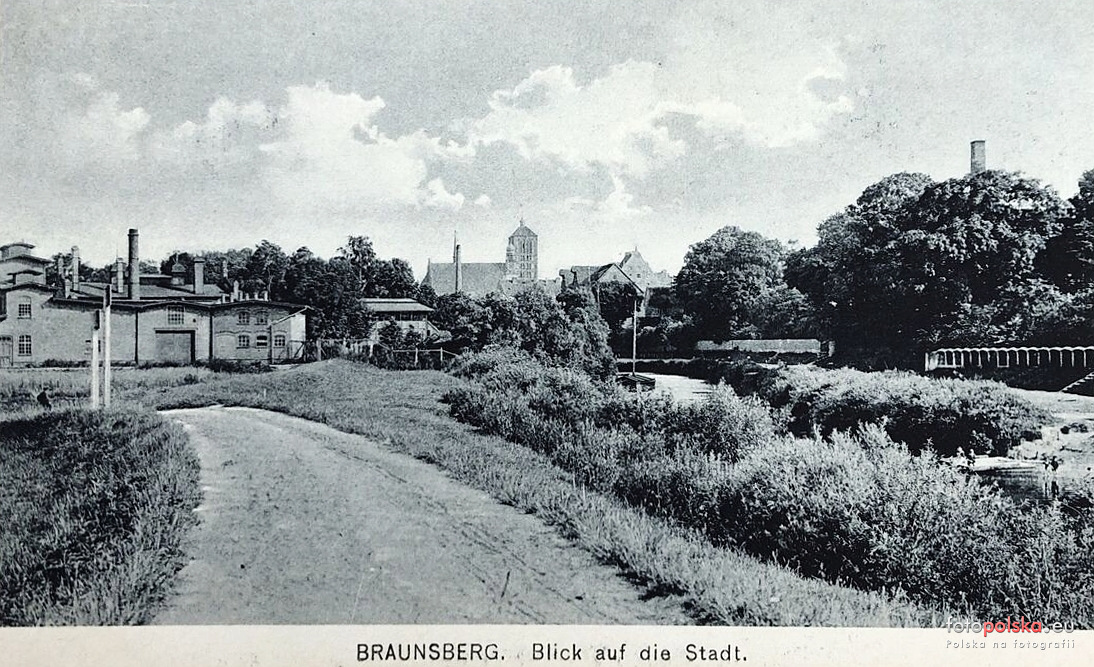
Panorama miasta, po lewej rzeźnia
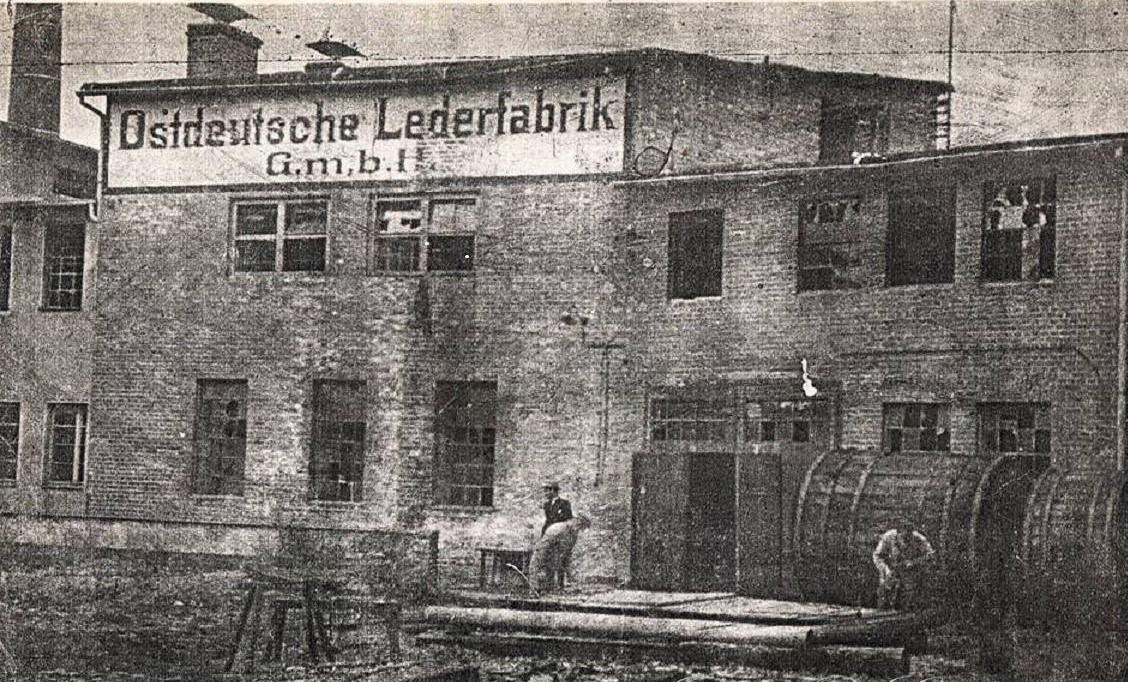
Garbarnia nr 1, 1946 rok
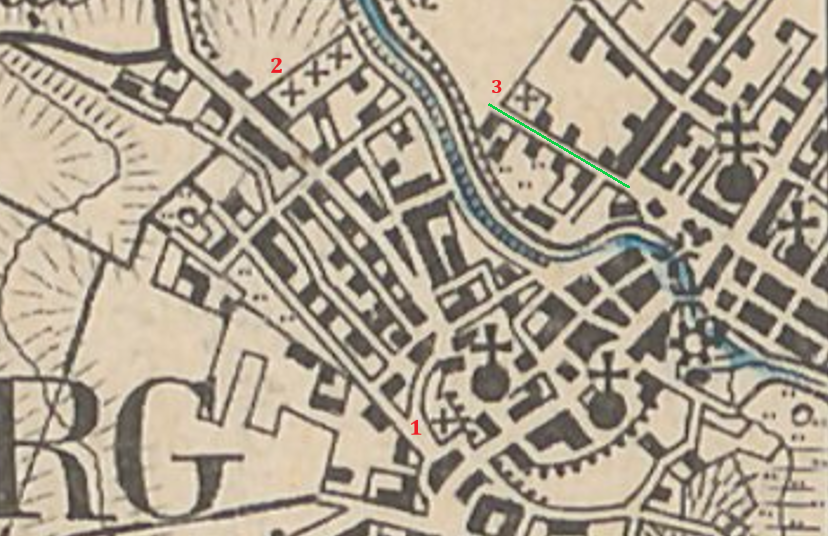
Cmentarze: 1– św. Jana, 2– św. Magdaleny, 3 – przy Logenstr.
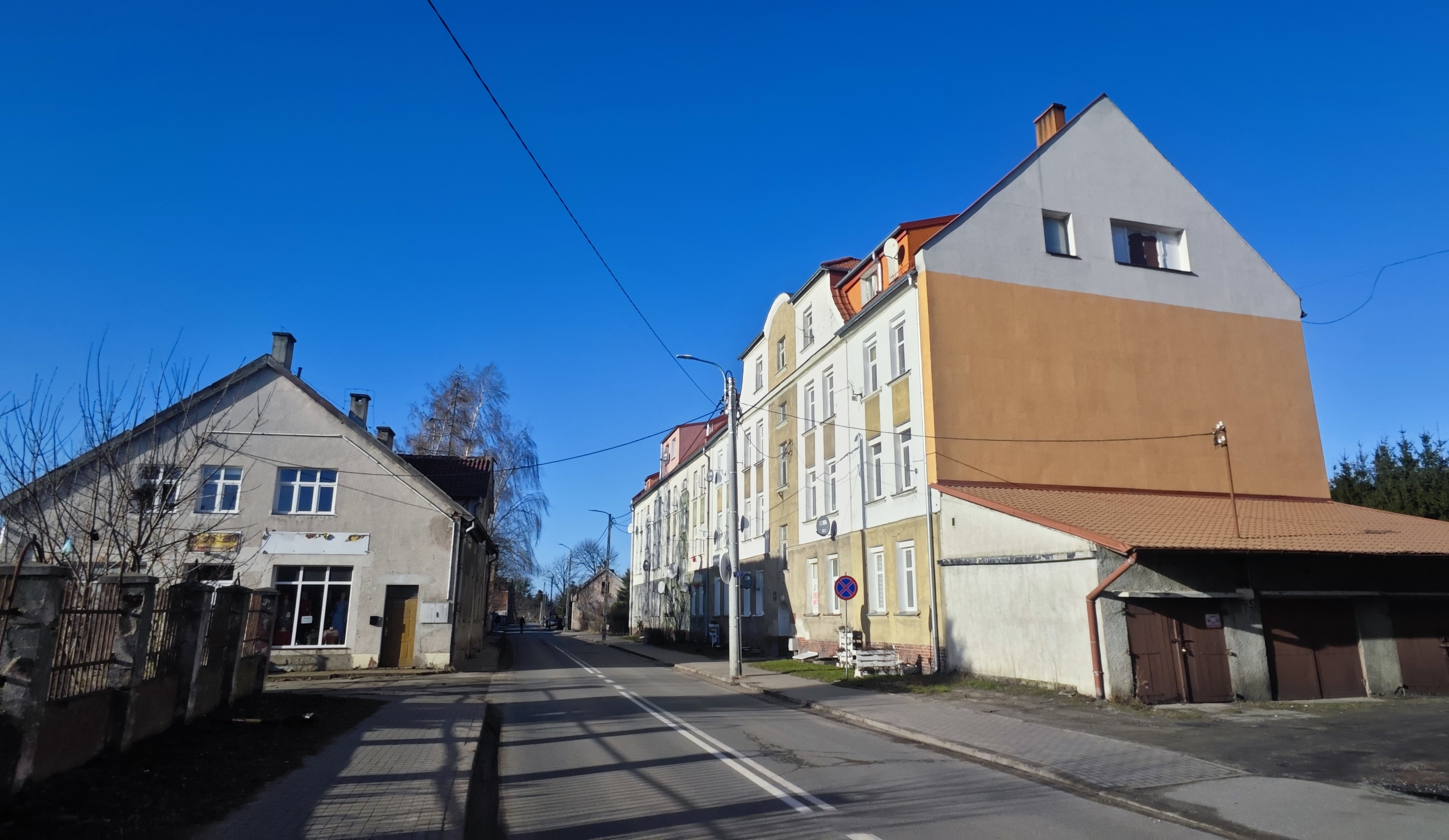
Po prawej budynek nr 4–6–8
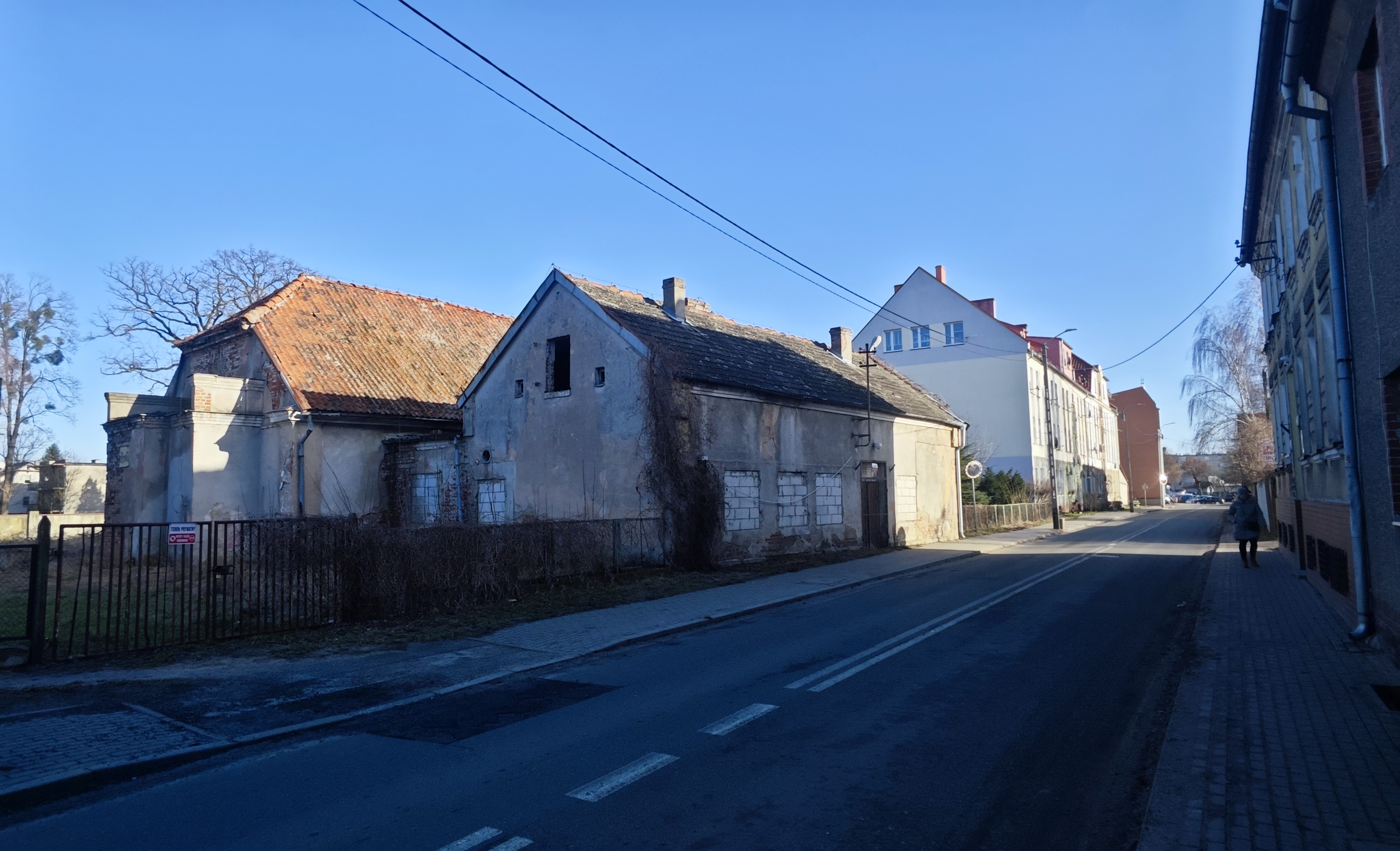
Po lewej były MOK
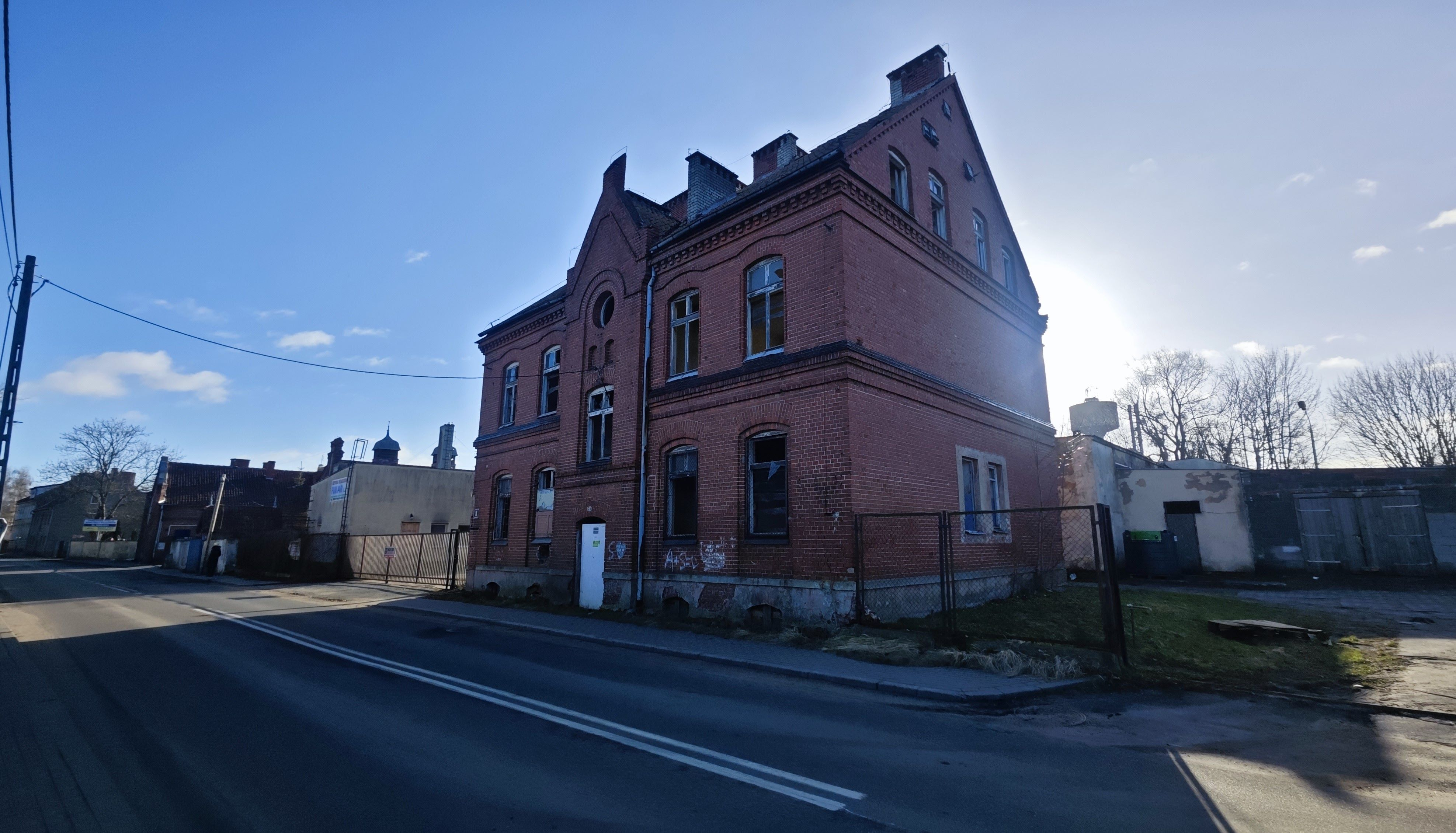
Niszczejący budynek byłej rzeźni
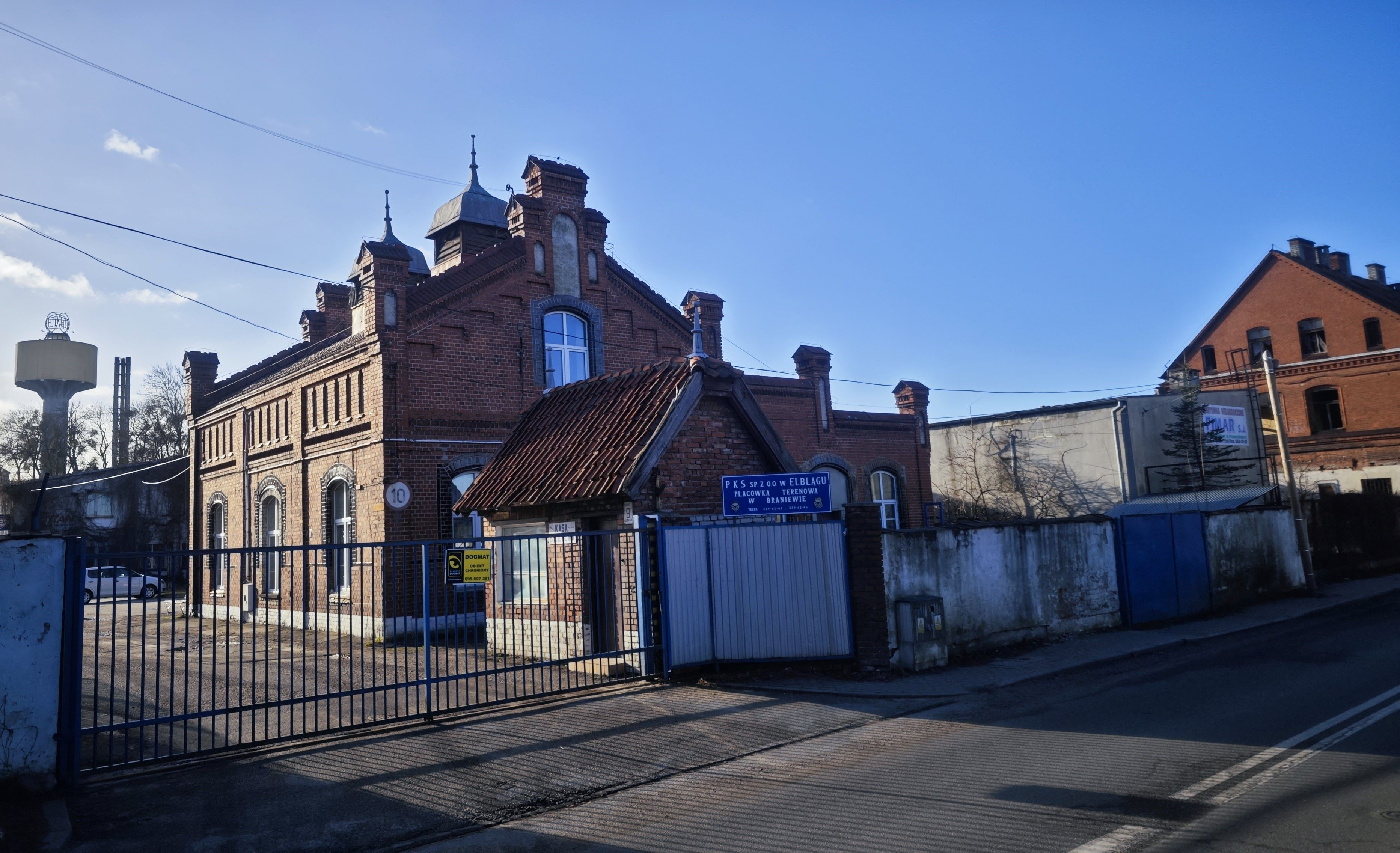
Część rzeźni użytkowana przez PKS
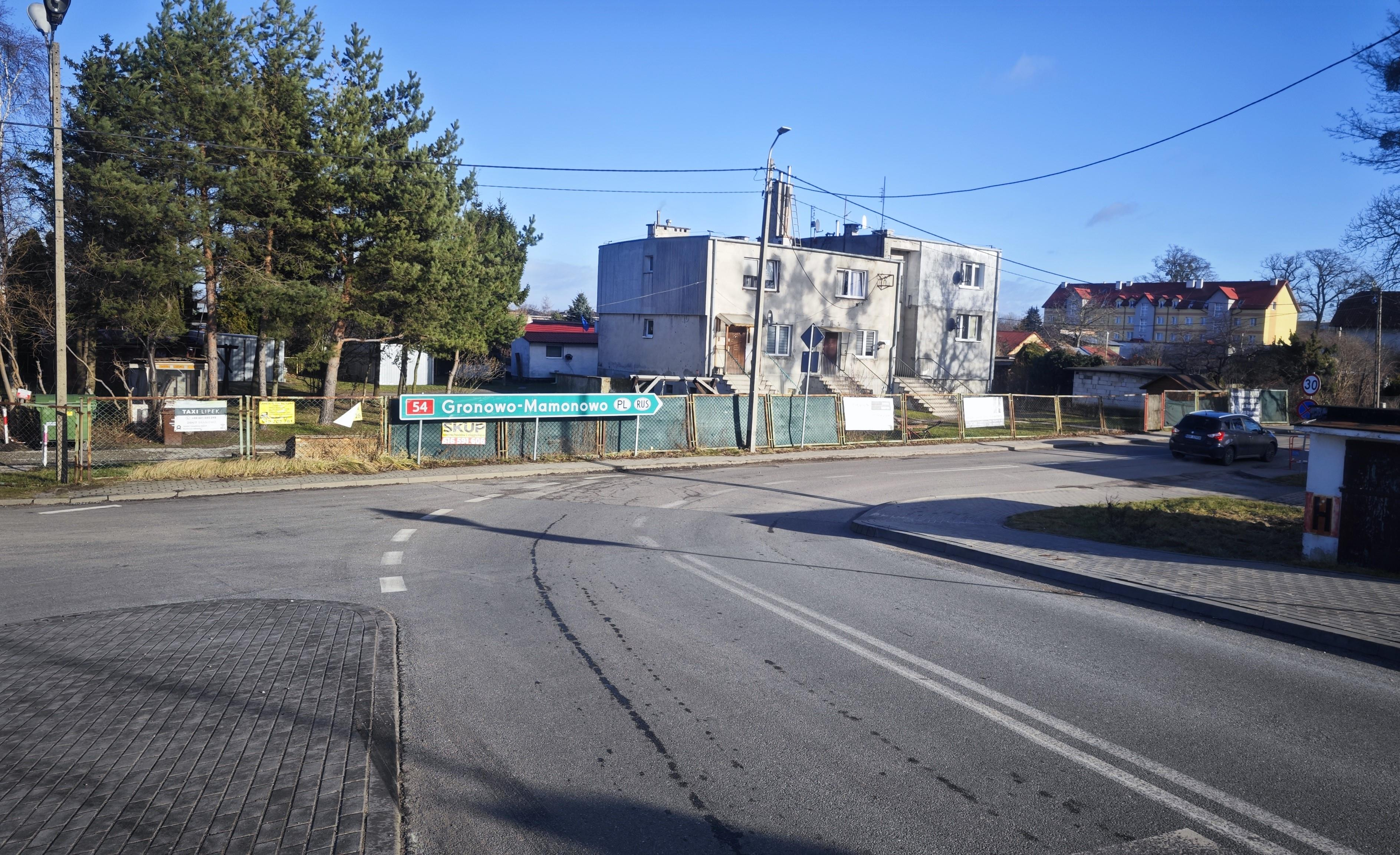
Skrzyżowanie z ul. PCK
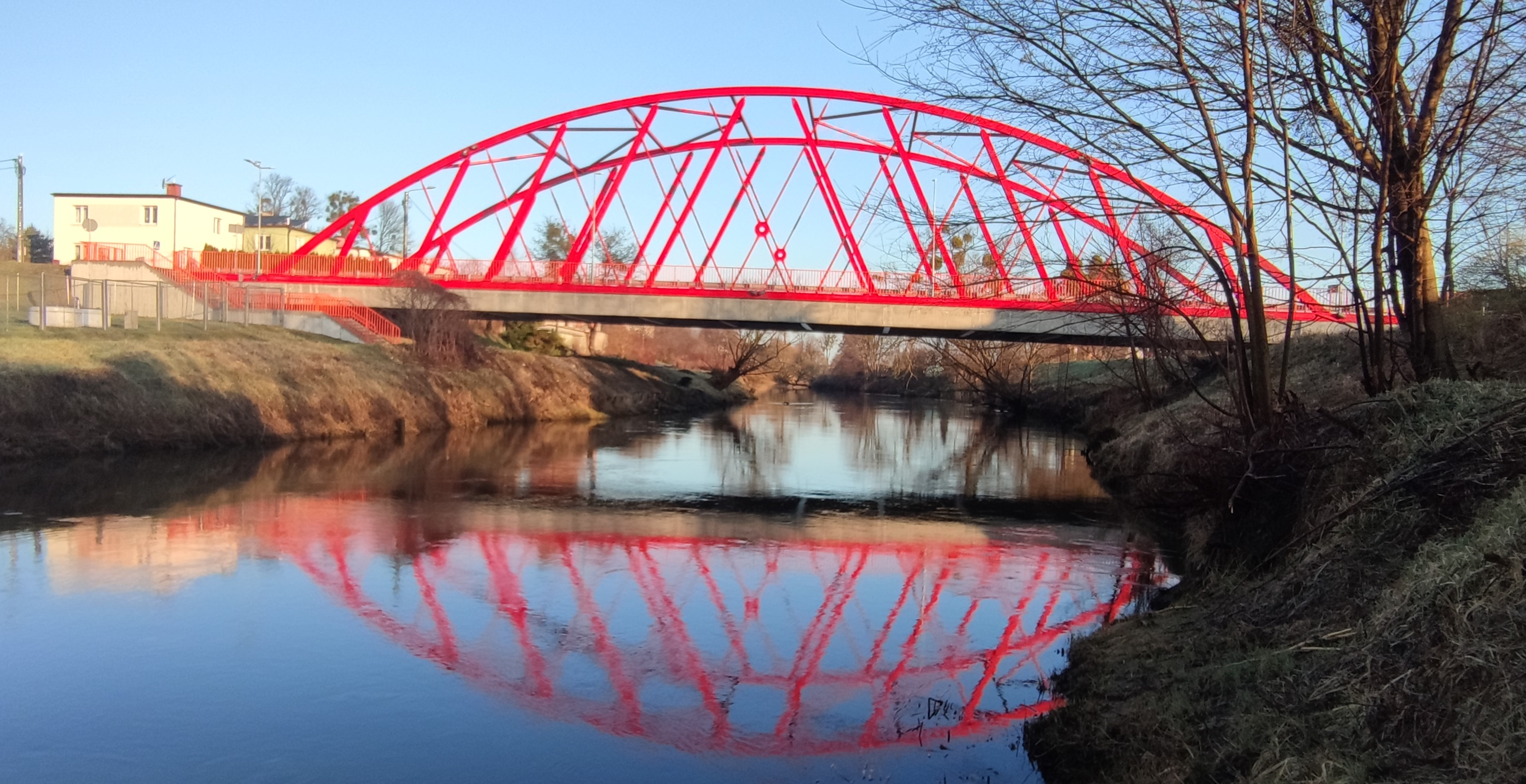
Most w ciągu ul. Przemysłowa – ul. PCK
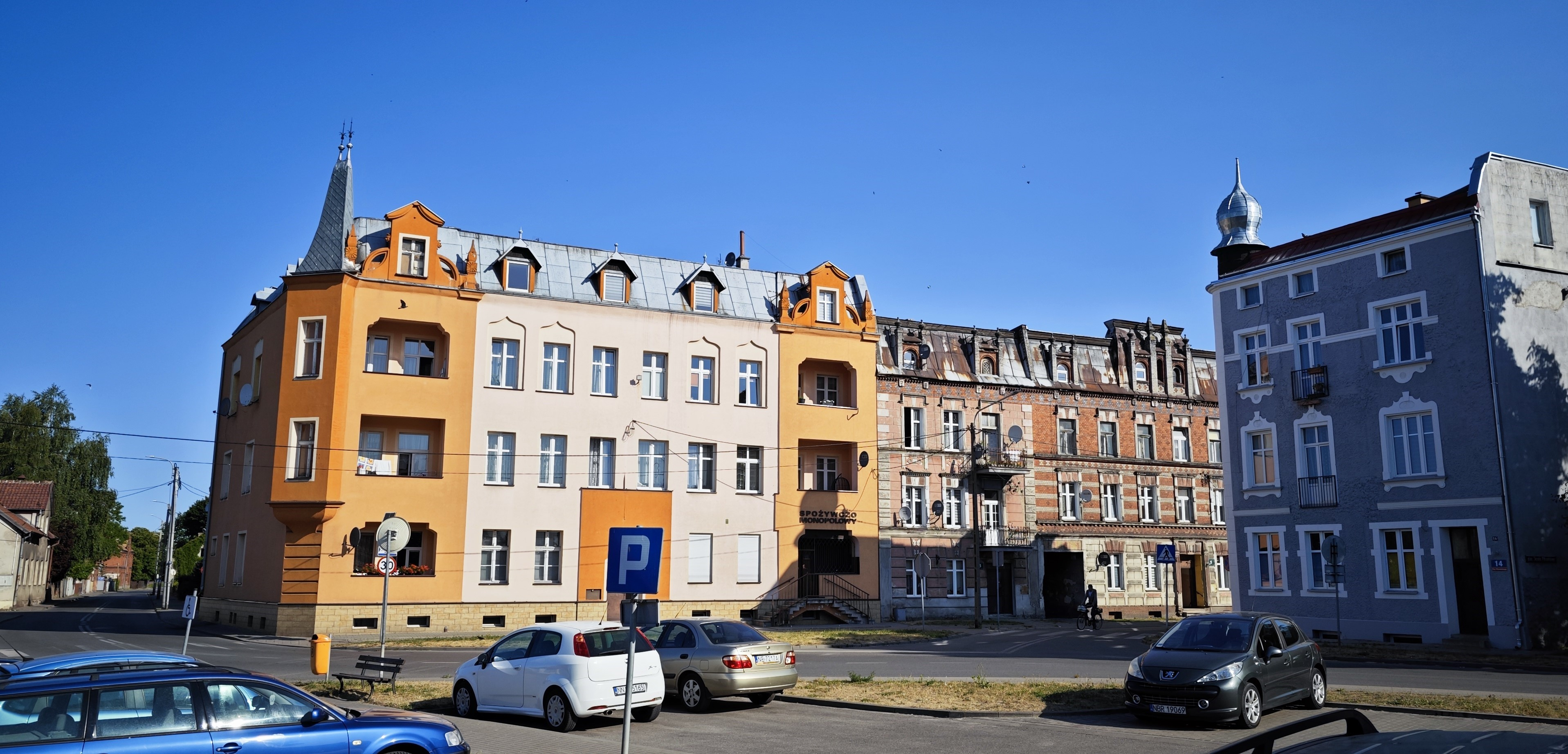
Widok z pl. Piłsudskiego
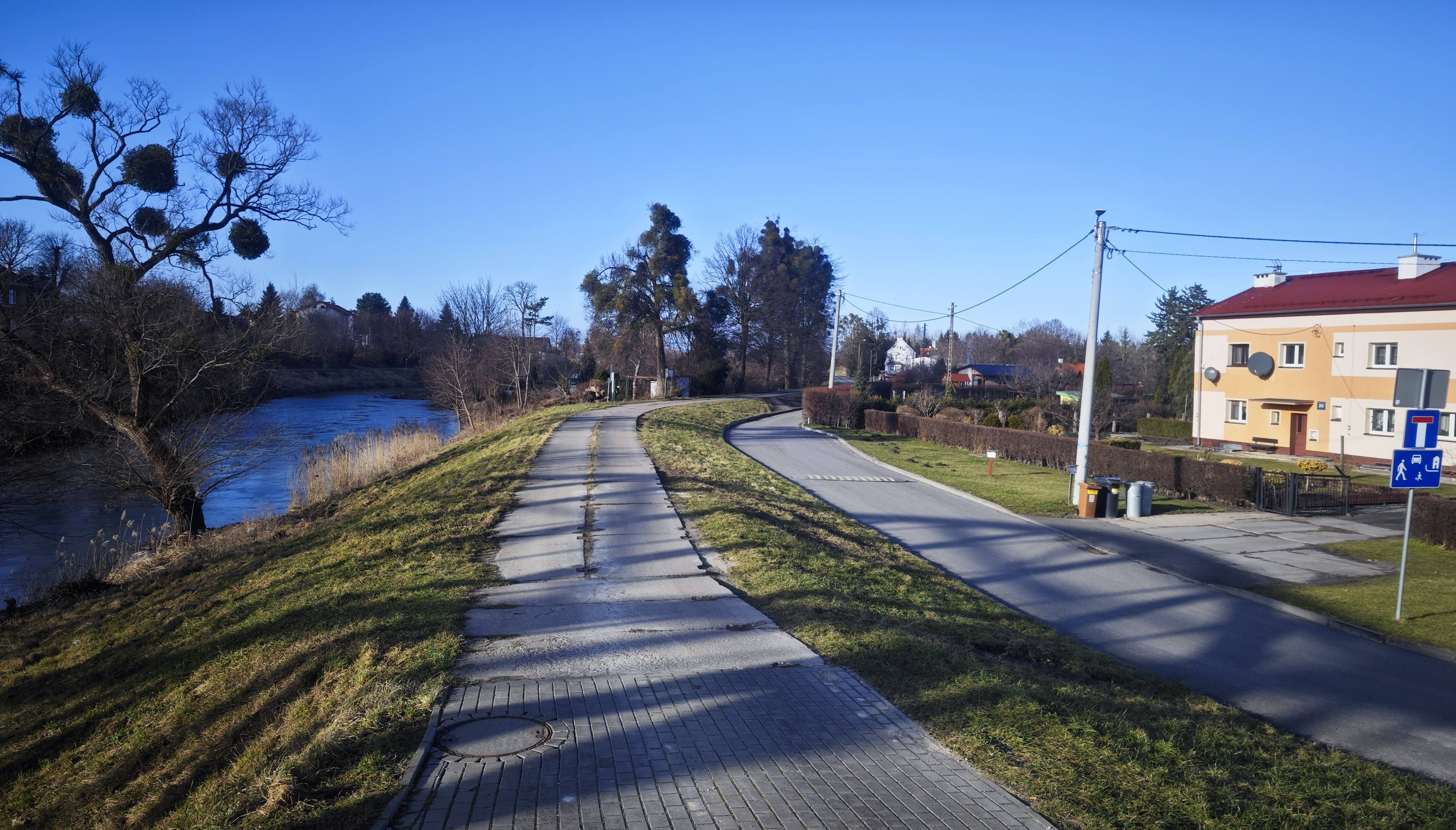
Ostatni fragment ulicy – strefa zamieszkania
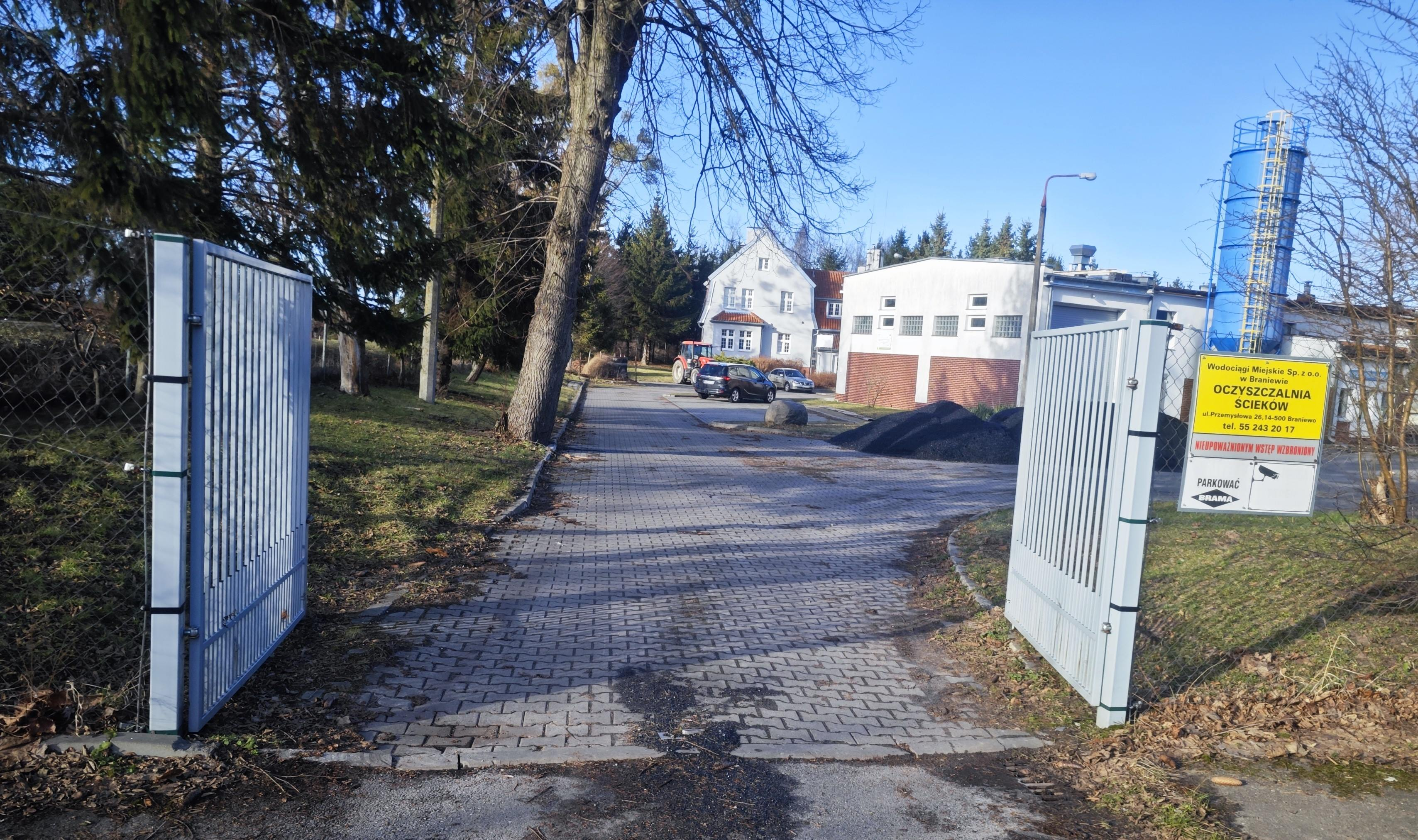
Ul. Przemysłowa 26, oczyszczalnia